# Baudouin, 12.º Príncipe de Ligne
Baudouin Lamoral Maria de Ligne, 12.º Príncipe de Ligne (Île-de-France, 27 de novembro de 1918 — Beloeil, 3 de março de 1985), foi um nobre belga. Ele era o filho mais velho de Eugênio, 11.º príncipe de Ligne, e de sua esposa, Filipina de Noailles. 
Baudouin casou-se com Monique de Bousies, filha de João, conde de Bousies. Eles não tiveram filhos. Foi sucedido por seu irmão, Antônio, 13.º príncipe de Ligne.

## Biografia
Príncipe Baudouin é o filho mais velho de Eugêne II, 11.º Príncipe de Ligne, e sua esposa Filipina Doce Marie Cécile de Noailles, filha de François Joseph Eugène Napoléon de Noailles, 10.º Príncipe de Poix.
Ele tem um irmão mais novo, Antônio (1925-2005), e duas irmãs, Isabelle (1921-2000), a marquesa de Villalobar e de Guimarey, e Yolande (1923), a arquiduquesa Charles-Louis da Áustria.
Em 19 de janeiro de 1946 casou-se em Bruxelas com a condessa Monique de Bousies, filha do conde Jean de Bousies e da condessa Diane de Borchgrave d'Altena. Este casamento foi dissolvido pelo divórcio em 1954, ela se casou novamente com Jacques Swaters.
Baudouin de Ligne morreu sem filhos em 1985 e foi seu irmão, Antônio de Ligne, que se torna a 13.º Príncipe de Ligne e do Sacro Império Romano.

## Títulos
- 27 de novembro de 1918 - 37 de Junho de 1937 : Sua Alteza o Príncipe Baudouin de Ligne
- 37 de junho de 1937 - 26 de junho de 1960: Sua Alteza o Príncipe-Hereditário de Ligne
- 26 de junho de 1960 - 3 de março de 1985 : Sua Alteza o Príncipe de Ligne